# Jutro Pracy
"Jutro Pracy" – czasopismo i skupione wokół niego środowisko polityczne aktywne w latach 30. XX w.
Grupa "Jutro Pracy" wywodziła się z Unii Związków Zawodowych Pracowników Umysłowych, pod auspicjami której wydawało w latach 1928-1930 pismo "Pracownik" a od lutego 1931 r. "Jutro Pracy" (Jan Hoppe, Włodzimierz Szczepański, Stefan Gacki, Artur From, Kazimierz Golde). Początkowo pozostawała prawdopodobnie pod wpływem Partii Pracy (której działaczem był Hoppe), jednak około 1929 r. znalazło się na orbicie Adama Skwarczyńskiego (Hoppe został też członkiem władz Straży Przedniej) i Walerego Sławka (Hoppe był osobistym sekretarzem Sławka). Do grupy dołączyli  działacze innych organizacji piłsudczykowskich, np. Straży Przedniej (Bronisław Nietyksza), Legionu Młodych (Zbigniew Zapasiewicz) czy Związku Naprawy Rzeczypospolitej (Zbigniew Madeyski). W pierwszych latach środowisko "Jutro Pracy" nie angażowało się w politykę koncentrując się na działalności związkowej. 
W 1935 r. J. Hoppe, Z. Madeyski i W. Szczepański znaleźli się w Sejmie, gdzie dołączyli do nich m.in. Wacław Budzyński, Julian Dudziński, Bogdan Chełmicki, Józef Bakon, Tadeusz De Thun, Wiesław Ipohorski-Lenkiewicz, Kazimierz Światopełk-Mirski, tworząc nieformalną piętnastoosobową grupę poselską. "Jutro Pracy" stało się reprezentacją nie tylko pracowników umysłowych, ale też kupiectwa (Bruno Sikorski) i chłopstwa. W Sejmie "Jutro Pracy" pozostawało w opozycji wobec kojarzonego z „Naprawą” rządu Zyndrama-Kościałkowskiego. Zarazem jednak rozluźniło swe więzi ze Sławkiem i od 1936 r. zaczęło popierać Rydza-Śmigłego. W rezultacie grupa znalazła się w Obozie Zjednoczenia Narodowego, gdzie ściśle współpracujący z Adamem Kocem Hoppe pełnił funkcję sekretarza sektora miejskiego, a nawet został wybrany do Rady Naczelnej OZN. 
Do zerwania z OZN doszło po odsunięciu Koca, gdy kierownictwo Obozu znalazło się pod wpływem „Naprawy”. Nowego szefa Obozu gen. Stanisława Skwarczyńskiego oskarżano, że pod jego kierownictwem OZN kieruje się na lewo. Grupa stanowiła opozycję wewnątrz sanacji, krytykując kurs OZN z pozycji równocześnie nacjonalistycznych i demokratycznych. W kwietniu 1938 r. posłowie „Jutra Pracy” (J. Bakon, Tomasz Kozłowski, J. Ślaski, Jerzy Donimirski, Tomasz Szalewicz, Edward Bogusz, Z. Wierzbicki, Michał Szulczewski, Jerzy Siemiątkowski, Janina Prystorowa, A. Kukliński, Bogusław Łubieński, J. Dudziński) opuścili Obóz. W wyborach do Sejmu w listopadzie 1938 r. członkowie grupy startowali jako kandydaci niezależni od OZN, popierani natomiast przez narodowo-chrześcijańską opozycję.